# السينما المرآوية
السينما المرآوية (بالإنجليزية: Mirror-Cut Cinema) هي أسلوب حديث في صناعة الأفلام، يُقدَّم فيه فيلمان منفصلان يُعرضان في فترة زمنية متقاربة — عادةً خلال أيام أو أسابيع قليلة — ويشتركان في نفس القصة الأساسية والشخصيات والخط الدرامي، لكن يُقدَّمان من خلال أساليب تقنية وجمالية مختلفة. يهدف هذا النوع إلى استكشاف كيف يمكن لـالأسلوب السينمائي أن يُغيّر المعنى أو يُعيد تشكيل تجربة المشاهد رغم ثبات القصة.
لا تُعدّ السينما المرآوية من فئة الأجزاء أو الإعادات (Remakes)، بل تُقدَّم كـانعكاسين سينمائيين لبعضهما البعض، بحيث تُركّز على الفروقات في الإخراج، التصوير، المونتاج، تصميم الصوت، أو زاوية السرد. بهذا، تبرز كيف أن أدوات السينما يمكن أن تُبدّل من نظرتنا للحدث أو الشخصيات، دون تغيير المحتوى السردي نفسه.

## الأصل والسياق
لا يرتبط هذا المصطلح بمخرج أو مدرسة محددة، إلا أنه يستند في جوهره إلى أساليب السينما التجريبية والرؤية المزدوجة للسرد التي ظهرت في بعض الأعمال الفنية المعاصرة. يتكوّن مصطلح "السينما المرآوية" من:
- "مرآة"، دلالة على الانعكاس أو التكرار من منظور مختلف؛
- و**"قصّ"**، إشارة إلى تقنيات المونتاج أو الإصدار الثاني المختلف للفيلم.

وقد استخدم بعض المخرجين العالميين، مثل كلينت إيستوود، ولارس فون ترير، وستيفن سودربرغ، مقاربات قريبة من هذا الأسلوب، مما يجعل السينما المرآوية توجهاً متزايدًا في الأعمال السينمائية المستقلة والتجريبية

## الخصائص الرئيسية

#### ١. التكرار السردي بتنوع تقني
يعتمد الفيلم المرآوي على نص قصصي ثابت أو شبه ثابت، يُنفَّذ بطريقتين مختلفتين من حيث اللغة البصرية والتقنية. تتضمن الفروقات الممكنة:
- نظام الإضاءة (دافئة مقابل باردة)
- الإيقاع الزمني (بطيء مقابل سريع)
- حركة الكاميرا (ثابتة مقابل يدوية)
- معالجة الألوان (ملونة مقابل أبيض وأسود)

وتؤدي هذه التغيرات إلى إعادة تشكيل التجربة العاطفية أو التفسيرية للمشاهد رغم أن الأحداث لم تتغير.

#### ٢. السرد المزدوج من وجهات نظر مختلفة
يُمكن أن يُقدّم كل فيلم من وجهة نظر شخصية مختلفة، مما يُغيّر منظور الجمهور نحو النية والدوافع والتعاطف.
على سبيل المثال، قد يروي أحد الفيلمين قصة انفصال عاطفي من منظور الرجل بإحساس حنين، بينما يقدّمه الفيلم الآخر من منظور المرأة مع إظهار معاناة داخلية أو خيانة سابقة لم تُروَ في النسخة الأولى.

#### ٣. تحوير زمني أو مكاني طفيف
بعض الأفلام المرآوية تلجأ إلى تغيير السياق الزمني أو المكاني دون المساس بالحبكة العامة. يُستخدم هذا الأسلوب لتسليط الضوء على مفاهيم مثل القدر، الذاكرة، أو النسبية الإدراكية. قد يُصوّر الحدث نفسه في بيئتين مختلفتين — ما يجعل القصة تحتمل قراءتين مختلفتين رغم تماثل أحداثها.

## الهدف والقيمة الفنية
لا تهدف السينما المرآوية إلى التسلية التقليدية، بل تسعى إلى تشجيع المشاهد على التفكير التحليلي والنقدي حول كيفية تأثر إدراكه للقصة بالعناصر التقنية. فهي تُبرز قوة:
- الأسلوب البصري
- الإيقاع الزمني
- المنظور الشخصي
- اللغة السينمائية كوسيلة تأويل

وتُستخدم غالبًا في السينما المستقلة أو الفلسفية أو التجريبية، لكنها تحمل إمكانية التوسع في السينما التجارية مستقبلاً.

## مفاهيم  مرتبطة
- السرد الموازي
- تأثير راشومون (Rashomon Effect)
- نسخة المخرج (Director’s Cut)
- السينما التجريبية
- المقارنة بين التصوير في لقطة واحدة مقابل المونتاج التقليدي
- فيلم The Five Obstructions (2003) — إخراج لارس فون تري

### أمثلة وتطبيقات محتملة
رغم أن المصطلح حديث، فإن بعض الأفلام استخدمت نهجًا مشابهًا من حيث البنية، ومنها:
- Flags of Our Fathers (2006) وLetters from Iwo Jima (2006): يعرضان نفس الحرب من وجهتي نظر أميركية ويابانية
- The Disappearance of Eleanor Rigby: Him and Her (2013): فيلمان يعرضان علاقة حب وانفصال من وجهتي نظر العاشقين
- Zack Snyder’s Justice League (2021) مقارنة بالنسخة الأصلية (2017): رغم أنها حالة خاصة، إلا أن الاختلاف في الشكل والمعالجة يعكس جوهر السينما المرآوية